# لاغو
لاغو (بالإيطالية: Lago)‏ هي كومونا في مقاطعة كزنسة بمنطقة قلورية، جنوب إيطاليا، وتقع على بعد 42 كيلومترا من مدينة كزنسة.